# Bernstein – The Memory of Paper
Bernstein – the memory of paper ist ein Projekt der Österreichischen Akademie der Wissenschaften (ÖAW), das von Emanuel Wenger unter Mithilfe von Vlad Atanasiu formuliert wurde und u. a. in eine Website mündete, die sich als Expertensystem mit Papier, Papierforschung und Papiergeschichte befasst.
„Sie stellt Ressourcen in den folgenden Bereichen zur Verfügung: historische Papierforschung in Europa, Expertise zu Papierdokumenten, Vermessung der strukturellen Charakteristika von Papier, Unterstützung für die Erstellung von neuen Papierdatenbanken, Einführung in die digitalen Papierstudien.“ Die Website hat sich zu einem wesentlichen Arbeitsinstrument für eine Vielzahl von Forschungsvorhaben und Erschließungsprojekten im Bereich der Kodikologie, der Inkunabelforschung und Buchwissenschaft, der Musikwissenschaft, der Kunstgeschichte, der Archivkunde und der Editionswissenschaft entwickelt und wird dank ihrer Multilingualität international stark frequentiert.

## Das Bernstein-Konsortium
Seit 1999 war die unter der Leitung von Alois Haidinger zustande gekommene Sammlung WZMA – Wasserzeichen des Mittelalters online zugänglich, die das Ziel hatte, die „rund 650 mittelalterlichen Papierhandschriften der Stiftsbibliothek Klosterneuburg mit Hilfe der in Bibliothek und Archiv des Stiftes verwahrten datierten Handschriften“ zeitlich einzuordnen. An der Königlichen Bibliothek der Niederlande, Den Haag, war die durch Gerard van Thienen erarbeitete Datenbank Watermarks in Incunabula printed in the Low Countries (WILC) in das Internet gestellt worden. In Stuttgart wurde die von Gerhard Piccard aufgebaute Wasserzeichenkartei digitalisiert und für ein Online-Angebot aufbereitet. Das Zusammenführen unterschiedlicher digitaler Ressourcen war das Anliegen des Förderprogramms eContentPlus, so dass schließlich diese drei Projekte in Verbindung mit einer kunstwissenschaftlichen Datenbank des NIKI und unter Beiziehung umfangreicher bibliografischer Daten der Deutschen Nationalbibliothek und der dort erstellten Internationalen Bibliographie zur Papiergeschichte IBP die inhaltliche Basis des Projekts stellten, während zusätzliche Projektpartner vor allem informationstechnische Unterstützung leisteten. Das Bernstein-Projekt wurde von September 2006 bis Februar 2009 von der Europäischen Kommission im Rahmen des eContentplus-Programms kofinanziert. Das Konsortium bestand aus folgenden Partnern:
- Österreichische Akademie der Wissenschaften (ÖAW), Wien, Österreich [Koordinator]
- Landesarchiv Baden-Württemberg, Stuttgart, Deutschland
- Technische Universität Graz, Graz, Österreich
- Laboratoire de Médiévistique Occidentale de Paris (LAMOP), Paris, Frankreich
- Deutsche Nationalbibliothek, Leipzig, Deutschland
- Netherlands Interuniversity Art Historical Institute (NIKI), Florenz, Italien
- Technische Universität Delft, Delft, Niederlande
- Königliche Bibliothek der Niederlande, Den Haag, Niederlande
- University of Liverpool, Liverpool, Vereinigtes Königreich

Das Projekt war von Anfang an auf einen multilingualen Ansatz ausgerichtet und erstellte für die Beschreibung von Wasserzeichen ein mehrsprachiges Verzeichnis entsprechender Begriffe, das seit 2018 die Sprachen Deutsch, Englisch, Französisch, Griechisch, Italienisch, Russisch, Spanisch, Portugiesisch, Ungarisch und Niederländisch umfasst.„Die Mehrsprachigkeit bezieht sich nicht nur auf die Texte der Webseiten, sondern vor allem auf die Abfrage in den Datenbanken [...]. Die automatische Übersetzung erfolgt durch eine Tabelle, die die unterschiedlichensprachlichen Benneungen zusammenführt.“
Als Bernstein Systematics wurde eine drei Ebenen umfassende Systematik der Wasserzeichenmotive in Deutsch, Englisch, Spanisch, Französisch, Italienisch und Russisch veröffentlicht.
Der Katalog bietet den Zugriff auf inzwischen mehr als 300.000 Datensätze zu verschiedenen Eigenschaften von Papier, das vor allem im Mittelalter und in der Frühen Neuzeit in Europa hergestellt und für Bücher, Archivdokumente oder Drucke verwendet wurde. Die Daten konzentrieren sich auf die Wasserzeichen, die dieses Papier enthält. Suchbilder ermöglichen eine erste Orientierung, die zugleich als Link zu den Ursprungsdatenbanken dienen, in den jeweils die ausführlichen Beschreibungen und Abbildungen geboten werden. Bei der Auswertung des Datenbestands helfen zeitliche Eingrenzungen, und bei der Darstellung der Suchergebnisse stehen auch kartografische Hilfsmittel zur Verfügung.
Die Unterschiede zu dem nach Ablauf der EU-Förderung auf nationaler Ebene mit Förderung durch die Deutsche Forschungsgemeinschaft (DFG) entstandenen „Wasserzeichen-Informationssystem“ (WZIS) sind struktureller Natur.

„Ziel des Projektes Bernstein ist es, ein Onlineportal anzubieten, das eine gleichzeitige Suche nach Wasserzeichen in möglichst vielen Datenbanken erlaubt. […] Das Portal-Konzept unterscheidet sich damit vom Ansatz bei WZIS, dem eine zentrale Datenbank mit dezentraler Eingabe zugrunde liegt.“

## Nachhaltigkeit
In einer kurzen Projektbeschreibung wurde 2006 folgende Feststellung getroffen:

„Ein Projekt wie Bernstein ist nur dann sinnvoll, wenn es stetig wächst, neue Datenanbieter und Nutzer anzieht, über das Projektende fortlebt und stetig gewartet wird. Deshalb wird viel Wert auf ein sogenanntes „dissemination kit“ gelegt, das das nötige Know-how für den Aufbau einer digitalen Papiersammlung liefert, Standards für Datenstrukturen und Metadaten festlegt, eine fertig-installierbare Software zur Verfügung stellt und die Integration in das Bernsteinportal ermöglicht.“

Durch die kontinuierliche Fortsetzung der Projektarbeit unter der Koordination von Emanuel Wenger über den ursprünglichen Projektzeitraum hinaus, ist es gelungen, das Bernstein Portal von ursprünglich 4 auf inzwischen 55 Wasserzeichensammlungen aus 25 Ländern, darunter auch die nichteuropäische Länder Australien, Brasilien, Chile, Ecuador und Kuba auszuweiten (Stand Oktober 2023).
Die zeitliche Spanne der Wasserzeichenbelege, auf die das Portal Zugriff gewährt, reicht von jenen frühen durch Charles-Moïse Briquet belegten Wasserzeichen, die durch die Online-Datenbank von dessen vierbändigem Standardwerk Les Filigranes. Dictionnaire historique des marques du papier dès leur apparition vers 1282 jusqu'en 1600 aus dem Jahr 1907 bzw. 1923 eingebunden sind, bis zu den Maschinenpapierwasserzeichen des 19. und 20. Jahrhunderts aus der Sammlung des Papiergroßhändlers Stefan Feyerabend. 2013 wurde am Beispiel der Datenbank IVC+R des Departamento de Conservación y Restauraciónde Material de Archivo y Obra Gráficadas (Unidad de Conservación, Restauración e Investigación. Culturarts. Generalitat Valenciana) das Verfahren publiziert, wie Daten kompatibel zum Standard der IPH strukturiert und im Bernstein-Portal abgerufen werden können. Dabei wird das Search/Retrieval via URL (SRU) Protokoll für die direkte Suche in den Originaldatenbanken benutzt.
Beim 6. Internationalen Bernstein Meeting in Fabriano machte Wenger im Mai 2022 darauf aufmerksam, wie viele unpublizierte Wasserzeichensammlungen existieren bzw. welche erst unvollständig veröffentlicht sind. Damit ist in gewisser Weise ein wasserzeichenkundliches Arbeitsprogramm beschrieben, zu dessen Umsetzung erhebliche Ressourcen erforderlich sind.

## Ausstellungen
Wesentliche Ergebnisse der Bernstein Projekts wurden durch Ausstellungen während der finanzierten Projektzeit und auch im Anschluss daran einer breiteren Öffentlichkeit vorgestellt, wobei in mehreren Sprachen begleitende Kataloge veröffentlicht wurden.

## Internationale Konferenzen
- Watermark Conference and Bernstein Meeting, Den Haag, Niederlande 11. April 2013,
- International	Conference Watermark in	digital	collections, Valencia 14.–15. Mai 2014
- 3rd International Conference Watermarks in Digital Collections, 26. und 27. Mai 2016, Santa Maria da Feira, Portugal
- 4th international conference on watermarks in digital collections, Wien 19.–20. Oktober 2017
- 5th international conference on watermarks in digital collections (Bernstein meeting) in Cork, Ireland 16.–18. Oktober, 2019
- 6th internation conference (Bernstein meeting) in Fabriano (Italien), 26.–27. Mai 2022
- 7th internation conference on watermarks in digital collections (Bernstein meeting) in Verona (Italien), 6.–8. September 2023[24]
- 8th international conference on watermarks in digital collections in Reykjvik, Island, 19.–21. Juni 2025

## Veröffentlichungen
- Ochsenkopf und Meerjungfrau. Wasserzeichen des Mittelalters. (2006, 72 Seiten). online
- Testa di bue e sirena. La memoria della carat e delle filigrane dal medioevo al seicento. (2007, 96 Seiten). online
- Ochsenkopf und Meerjungfrau. Papiergeschichte und Wasserzeichen vom Mittelalter bis zur Neuzeit. (2009, 128 Seiten).
- Bull's Head and Mermaid. The History of Paper and Watermarks from the Middle Ages to the Modern Period (2009, 128 Seiten). online
- Cartiere e filigrane piemontesi. Prospettive di ricerca. (2009, 38 Seiten).online
- Cabeza de Buey y Sirena. La Historia del Papel y las Filigranas desde el Medievo hasta la Modernidad. (2011, 165 Seiten).online